# پناهگاه حیات وحش دربند راور
پناهگاه حیات وحش دربند راور یک پناهگاه حیات وحش با مساحت ۱۳۵۴۴۹۳ هکتار است که در شهرستان راور استان کرمان در ایران قرار دارد. این پناهگاه حیات وحش طبق مصوبهٔ شمارهٔ ۶۱۲ در تاریخ ۹۷/۰۵/۰۶ در فهرست مناطق تحت حفاظت سازمان محیط زیست ایران قرار گرفت.
پناهگاه حیات وحش دربند راور در شمال و شرق شهر راور واقع گردیده که از شمال به ارتفاعات کلاغ‌پر و کوه طبس، از غرب به ارتفاعات ملخ خورده و مارکش، از جنوب به ارتفاعات تیغه‌سیاه و غفار و از شرق به تپه‌های سنگ‌انداز و دشت لوت منتهی می‌شود.
در سال ۱۳۸۷ پس از پیگیری‌های فراوان، پناهگاه حیات وحش دربند راور به تصویب رسید در پناهگاه حیات وحش دربند گونه‌های کل و بز، قوچ و میش، جبیر، پلنگ ایرانی، یوزپلنگ، کاراکال، انواع دیگر گربه‌سانان و سگ‌سانانی مانند کفتار و گرگ و همچنین پرندگانی مانند هوبره، زاغ بور انواع عقاب و پرندگان شکاری دیگر زندگی می‌کنند. حدود ده قلاده یوز آسیایی نیز در منطقه وجود دارد و همچنین تعداد بسیار زیادی گور ایرانی نیز در گذشته‌ای نه‌چندان دور در منطقه وجود داشته‌اند که در حال حاضر همگی منقرض گردیده‌اند.